# Indiana (roman)
Pour les articles homonymes, voir Indiana (homonymie).
Indiana est un roman de George Sand paru le 20 mai 1832 chez  J.-P. Roret (Paris). Il s'agit de la première œuvre que George Sand rédigea seule et publia sous ce pseudonyme (G. Sand dans l'édition de 1832). Il développe une intrigue amoureuse, mais aussi une étude sociale et une étude de mœurs. Son personnage principal est une jeune femme, Indiana : lassée par un mari antipathique et autoritaire, elle est courtisée par un jeune homme, Raymon de la Ramière, qui n'est qu'un séducteur peu fiable. Indiana fait ainsi partie des romans féministes de George Sand au sens où elle dénonce les conditions de vie peu enviables des femmes en France à cette époque. L'action se déroule à la fin de la Restauration et au début de la monarchie de Juillet, en Brie et à Paris, ainsi que, à la fin, dans l'île Bourbon (ancien nom de l'île de La Réunion). Indiana rencontre un grand succès auprès du public et de la critique dès sa parution, et permet à George Sand d'entamer sa carrière littéraire.

## Conception du roman
Indiana est le premier roman que George Sand écrit entièrement seule et qu'elle publie sous le pseudonyme « G. Sand ». Elle avait déjà co-écrit plusieurs textes en collaboration avec Jules Sandeau en 1831 : Le Commissionnaire et Rose et Blanche ou la comédienne et la religieuse, textes où elle avait déjà adopté le nom « Sand ». George Sand commence à écrire Indiana au début de l'année 1832. Elle en rédige la plus grande partie durant un séjour qu'elle effectue dans son domaine de Nohant entre le 14 janvier et le 1er avril 1832. Dans une lettre à son ami Émile Régnault le 27 février 1832, elle indique : « je ne connais pas de sujet plus difficile à exposer en peu de mots, et plus ennuyeux à première vue (...) C'est de la vie ordinaire, c'est de la vraisemblance bourgeoise. » Dans la première rédaction, le personnage principal s'appelle Noémi, nom que George Sand change ensuite au profit d'Indiana. Le roman est prévu en quatre parties. Début mars, George Sand indique dans sa correspondance qu'elle a réécrit la deuxième presque en entier et qu'elle en est à la moitié de la troisième. Lorsqu'elle repart pour Paris en avril 1832, l'écriture du livre est terminée.
L'action du roman se déroule à la fin de la Restauration et au début de la monarchie de Juillet, en Brie et à Paris, ainsi que, à la fin, dans l'île Bourbon (ancien nom de l'île de La Réunion), à Saint-Paul et notamment vers la Ravine Bernica. Pour les descriptions de l'île Bourbon (l'actuelle île de la Réunion), où elle n'est jamais allée, George Sand s'inspire notamment de notes prises par son ami botaniste, Jules Néraud, surnommé « le Malgache », qui avait fait dans sa jeunesse, en 1814, un voyage à Madagascar, à l'île Maurice et dans l'île Bourbon. Elle indique dans l’Histoire de ma vie : « J'ai retrouvé la vision qu'il m'avait donnée de l'île de France en écrivant le roman d'Indiana et, pour ne pas copier les cahiers qu'il avait rassemblés pour moi, je n'ai pas su faire autre chose que de gâter ses descriptions en les appropriant aux scènes de mon livre. »

## Contexte

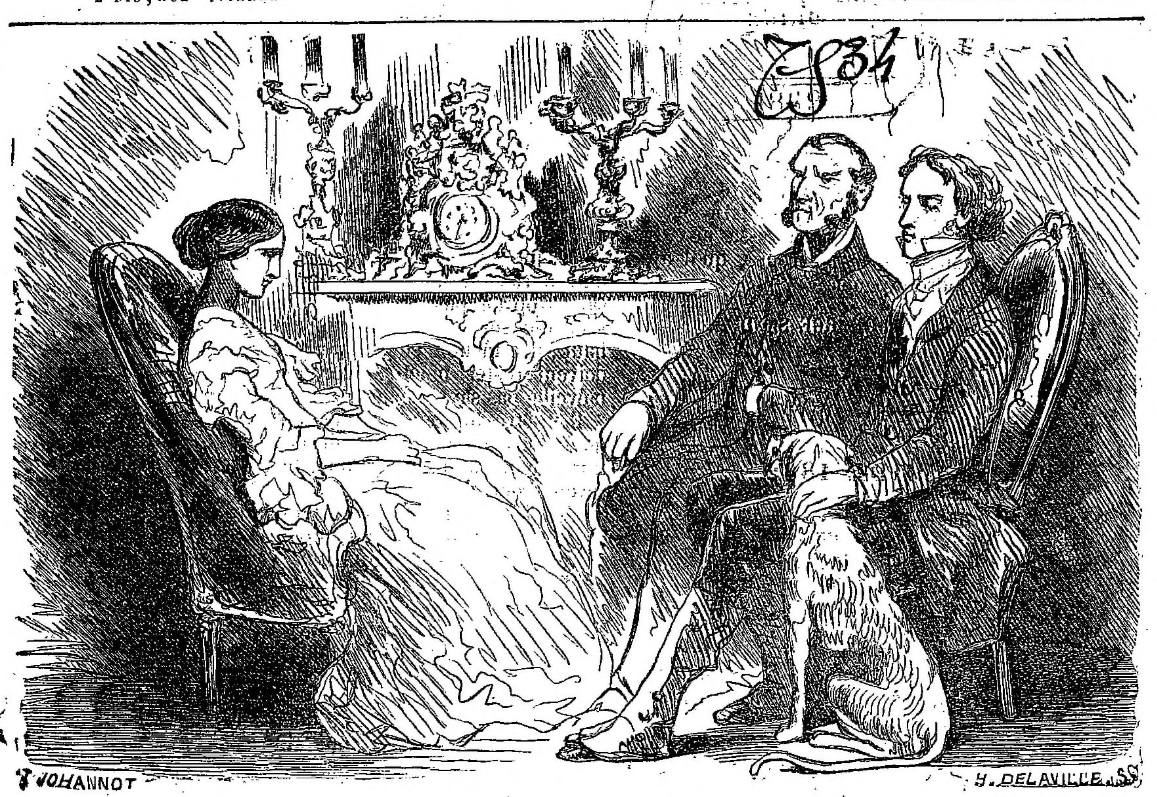
Illustration de Tony Johannot pour Indiana (réédition Hetzel, 1861).

Indiana se morfond au Lagny en compagnie de son vieux mari, le colonel Delmare, rude et autoritaire. Raymon de Ramière, jeune monarchiste plein d'esprit et avide d'intrigues amoureuses, a séduit Noun, la femme de chambre de la maison. Il rencontre Indiana lorsqu'elle fait son apparition dans le monde, à un bal : il en tombe amoureux et décide de la séduire. Noun se suicide en se noyant dans la rivière voisine.
Dans la deuxième partie du roman, Raymon poursuit ses avances auprès d'Indiana, qui, malgré son amour pour lui, lui oppose plus de résistance que prévu. La résistance passive de Ralph (le cousin et ami d'enfance d'Indiana) n'améliore pas non plus les affaires de Raymon. Piqué, Raymon persévère et parvient de nouveau à séduire Indiana. Raymon parvient à gagner l'amitié de monsieur Delmare et à fragiliser l'amitié de ce dernier envers Ralph. Ce dernier continue à surveiller et à protéger Indiana contre Raymon. Ralph finit par révéler à demi-mot à Indiana que Raymon est responsable de la mort de Noun. Raymon arrive pour un rendez-vous avec Indiana à minuit et parvient à déjouer la surveillance de Ralph.
Dans la troisième partie, Indiana met à l'épreuve Raymon en lui rappelant la mort de Noun : il doit lui avouer sa responsabilité dans la mort de la servante. Indiana lui pardonne. Mais Raymon, choqué, cesse à partir de ce moment de l'aimer. Mais la relation demeure platonique et Raymon veut aller plus loin, par vengeance. Les affaires du colonel périclitent et il décide de retourner à Bourbon avec Indiana. Raymon la persuade de feindre d'accepter en lui faisant espérer qu'ils s'enfuiront ensemble. Un matin, Raymon, rentrant d'un bal, trouve Indiana chez lui ; elle veut qu'il la cache et la protège car elle ne veut pas retourner à Bourbon avec son mari ; malgré toutes les promesses de séducteur qu'il lui avait faites, il la chasse. Indiana part à Bourbon.
Dans la quatrième partie, Raymon doit se retirer à la campagne après les revers politiques de ses soutiens, tandis qu'Indiana, le coeur brisé, voit sa situation se dégrader auprès de son mari. Déprimé, Raymon écrit une lettre à Indiana en lui disant à mots couverts qu'il l'attend, mais cesse d'y penser peu de jours après. Le colonel Delmare découvre le journal intime d'Indiana et la frappe. Elle décide de fuir et retrouver Raymon, prend le bateau et rentre en métropole. Après avoir été retardée par sa santé déclinante, elle retrouve Raymon, pour apprendre qu'il est marié à Mademoiselle de Nangy, qui la chasse. Ralph, rentré en France, retrouve Indiana désespérée. Ils décident de repartir à Bourbon pour se suicider sur les lieux de leur enfance, en se jetant dans le ravin de Bernica. Avant de mourir, Ralph raconte longuement son histoire à Indiana et lui avoue ses sentiments. Ils se précipitent néanmoins tous les deux dans le ravin. Le suicide échoue. Ils décident finalement de vivre ensemble, en pleine nature, retirés du monde.

## Résumé

### Première partie

#### Chapitre I

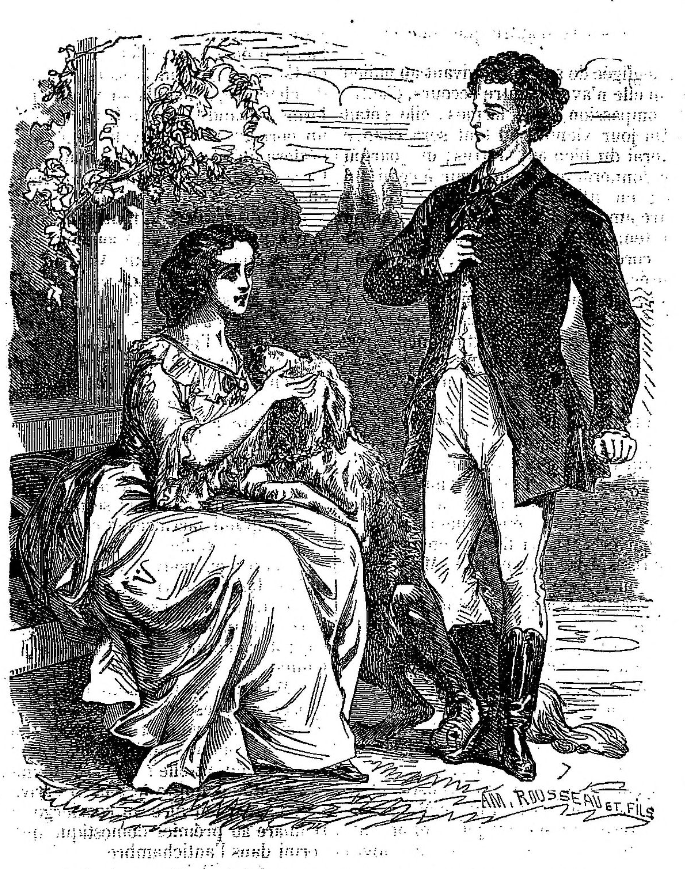
Indiana et Raymon dans la première partie du roman, par Tony Johannot (réédition Hetzel, 1861).

Dans le manoir de Lagny (dans la Brie), par une soirée d'automne pluvieuse et fraîche, trois personnages sont rassemblés dans une ambiance tendue : le colonel Delmare, autoritaire et soupçonneux ; Indiana, triste et souffrante ; et Sir Ralph, serviable mais froid. Le factotum de la maison entre : il a des raisons de penser que des voleurs de charbon pénètrent la nuit dans la propriété. Le colonel prend son fusil et l'accompagne dans la forêt.

#### Chapitre II
Indiana a un pressentiment et s'évanouit. Noun l'assiste ; elle pressent que le colonel va tuer un homme. Un coup de fusil retentit. On apporte un homme ensanglanté, qui a reçu quelques plombs et est tombé du mur. Les femmes s'occupent du blessé et Ralph, un peu médecin, le soigne. C'est un jeune homme vêtu avec recherche ; selon le jardinier, il ressemble à un jeune propriétaire du voisinage qu'il a vu parler à Noun le jour de la fête champêtre de Rubelles. Le colonel est jaloux : il se demande si le jeune homme n'est pas venu pour Indiana.

#### Chapitre III
Le jardinier dit au colonel qu'il s'agit de monsieur de Ramière, un noble qui a acheté le domaine voisin de Cercy ; il ajoute que, la nuit précédente, il a vu un homme accueilli par une femme devant l'orangerie. Ramière raconte qu'il s'est introduit dans la propriété pour examiner les rouages de la fabrique du colonel, son frère ayant une installation semblable et ayant des difficultés financières à l'entretenir. Devant la jalousie du colonel, Ralph lui désigne Noun, particulièrement empressée auprès du blessé. Alors que Noun garde le blessé pendant la nuit, le colonel épie leur entretien et comprend qu'il y a une idylle amoureuse entre Noun et Ramière. Le lendemain, le blessé est conduit à Melun. L'affaire est oubliée.

#### Chapitre IV
Description de Raymon de Ramière dont les principes ne peuvent pas étouffer les passions. Dès qu'il est rétabli, il reprend ses visites nocturnes à la créole. Départ du colonel et d'Indiana pour Paris. Noun garde seule la propriété. Lorsque Noun, méprisant les précautions, se présente chez lui, Raymon estime qu'il vaut mieux cesser cette relation ; il quitte Cercy pour Paris. Noun lui adresse une lettre qu'il jette au feu. Raymon fait sa rentrée dans le monde à un bal chez l'ambassadeur d'Espagne. Des cancans échangés à ce bal indiquent que Raymon est un séducteur. Si c'est un Lovelace, tant pis, dit une jeune femme qui s'appelle mademoiselle de Nangy.

#### Chapitre V
À ce bal, une jeune femme fait son apparition dans le monde : c'est Indiana, la nièce de madame de Carvajal. Raymon l'invite à danser ; ils se reconnaissent. Le lendemain, Raymon a complètement oublié Noun ; Indiana occupe toutes ses pensées. Il apprend que pendant une absence du colonel, Indiana a été confiée à madame de Carvajal, sa tante. Trois jours plus tard, il se fait présenter dans le salon de madame de Carvajal. À son arrivée, Indiana manque de défaillir.

#### Chapitre VI
Indiana s'éprend de Raymon, mais elle a un sentiment d'effroi, à cause de son mari le colonel ; elle craint, non pas pour elle, mais pour Raymon. Elle décide d'éviter Raymon et ne se rend pas à un bal où il doit se trouver. Raymon se précipite auprès d'Indiana, à ses pieds. Déclaration d'amour. Indiana s'évanouit ; Raymon sonne; la domestique apparaît : c'est Noun ! Raymon lui dit qu'il pensait que sa maîtresse était au bal et que c'est Noun qu'il était venu voir, puis il s'enfuit, laissant chacune de ces deux femmes dépositaires d'un secret qui devait porter le désespoir dans l'âme de l'autre.

#### Chapitre VII
Le lendemain, Raymon reçoit une lettre de Noun, qui ne sait que faire ; elle envisage de tout raconter à sa maîtresse et d'implorer son pardon. Raymon lui dit de n'en rien faire et lui donne rendez-vous au Lagny le soir même. Noun, parée des atours de sa maîtresse, le reçoit dans la chambre de celle-ci. D'abord elle pleure, puis avec l'ivresse procurée par les vins, c'est une orgie amoureuse. Le lendemain, Noun le retient prisonnier pour le garder un jour encore. Dans la chambre, Raymon découvre un tableau : c'est le portrait de Ralph.

#### Chapitre VIII
Raymon est jaloux du fait qu'il y ait un portrait de Ralph dans la chambre d'Indiana. Noun lui dit qu'elle est enceinte ; Raymon lui propose de l'argent et veut l'éloigner en province ; elle refuse et indique qu'elle va tout avouer à Indiana. Une voiture se fait entendre. Indiana arrive ! Raymon se cache dans l'alcôve d'Indiana. Indiana découvre sa présence et réprimande Noun qu'elle prend pour la complice de Raymon; Raymon prétend qu'il voulait revoir une fois Indiana avant le retour de son mari ; Noun le chasse. La haine déforme les traits de Noun. Sir Ralph est annoncé au salon. Raymon est reconduit par Noun jusqu'à la porte du parc. Noun se suicide dans la rivière qui alimente la fabrique.

### Deuxième partie

#### Chapitre IX

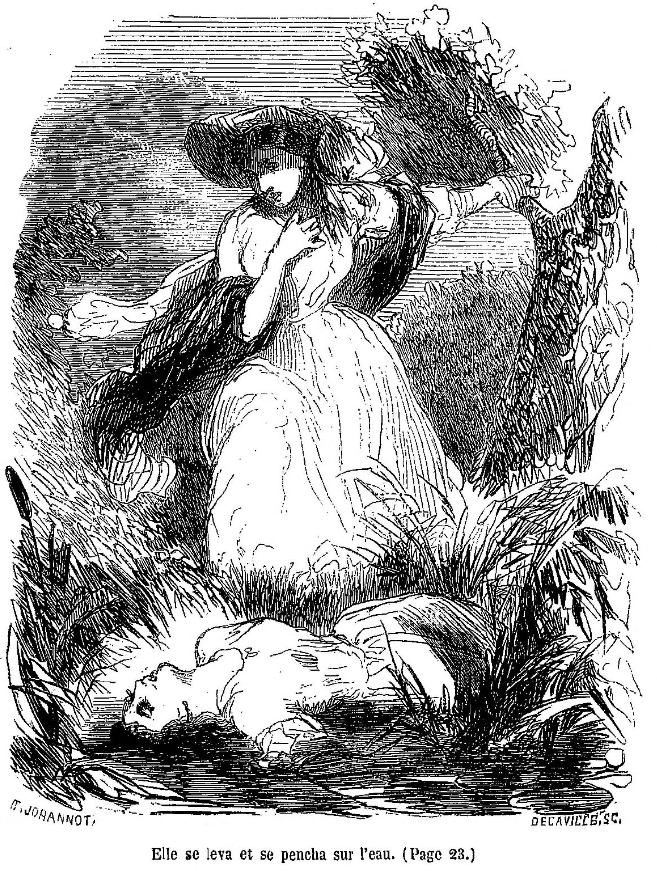
Indiana découvre le corps de Noun. Illustration de Tony Johannot pour une réédition chez Hetzel (1861).

Deux mois se sont écoulés. Le colonel annonce à Indiana qu'il a invité Raymon de Ramière pour le lendemain ; madame de Carvajal étant à l'initiative de ce rapprochement. Seuls Raymon et le jardinier savaient que Noun s'était suicidée, mais aucun des deux n'en parla. L'affaire fut oubliée et ne fut pas expliquée à Indiana. Indiana regrette sa sévérité envers Noun et maudit Raymon.

#### Chapitre X
Où l'on parle de l'année Martignac : une époque de modération politique sous le règne de Charles X. Raymon rédige des écrits politiques en faveur de l'application de la Charte. Description du colonel Delmare.

#### Chapitre XI
Raymon au Lagny. Indiana se prétend malade et ne descend pas au déjeuner ; Raymon visite la fabrique. Il persuade sa mère de rendre visite au Lagny. Indiana accueille et apprécie madame de Ramière mais reste glaciale avec Raymon. Raymon reçoit une invitation à une partie de chasse de trois jours dans le domaine de Bellerive, chez Sir Ralph.

#### Chapitre XII
Raymon rencontre Indiana à Bellerive. Ils évoquent Noun. Il s'aperçoit qu'Indiana ignore sa relation avec Noun ; elle s'accuse d'avoir été trop sévère avec elle. Raymon et Indiana renouent leurs liens et il passe le deuxième jour de la partie de chasse avec elle.

#### Chapitre XIII
Ralph propose à Indiana de participer au troisième jour de la chasse. Raymon se propose d'être son écuyer. Elle accepte. Sir Ralph achète le cheval de Raymon et l'offre à Indiana. Jalousie de Raymon envers Ralph. Conversation entre Indiana et Raymon à propos de Ralph : Indiana raconte la vie de son cousin et ami d'enfance.

#### Chapitre XIV
Indiana participe hardiment à la chasse. Raymon et Ralph entendent des cris de détresse : des piqueurs leur affirment que le sanglier a fait tête et a renversé Indiana. Selon certains, il n'y a plus d'espoir. Ralph prend un couteau et veut se trancher la gorge. Raymon l'en empêche et ils se précipitent sur les lieux. En fait, on avait parlé par erreur de madame Delmare dans le désordre de l'accident ; c'était en fait le colonel qui avait la cuisse cassée. Plus de six mois s'écoulent avant que le colonel puisse marcher. Raymon vient le voir tous les jours ; il devient l'ami du colonel et de Ralph. Discussions politiques entre les trois hommes : Raymon monarchiste, le colonel bonapartiste, Ralph républicain.

#### Chapitre XV
Indiana est heureuse dans sa relation chaste avec Raymon. Seul Ralph n'est pas très heureux : par délicatesse, il n'avait pas informé Indiana des causes réelles de la mort de Noun et il le regrette. On apprend la faillite d'une maison de commerce de Belgique, sur laquelle reposait toute la prospérité de l'entreprise Delmare ; le colonel doit partir pour Anvers. Ralph devient très présent : Raymon a du mal à voir Indiana seule. Il lui remet une lettre pour obtenir un rendez-vous à minuit ; elle accepte.

#### Chapitre XVI
Ralph s'incruste dans la soirée ; Indiana regarde la pendule : il est onze heures. Ralph n'avait pas été dupe du départ simulé de Raymon et de l'anxiété d'Indiana. Résumons les paroles de Ralph : « il y a aujourd'hui un an, nous étions assis ici à la même heure et tu as eu un pressentiment, Indiana. Ce soir là, tu fus prophète, Indiana : un grand danger nous menaçait, une influence funeste enveloppait cette paisible demeure. C'est ce soir-là que Raymon entra ici ; tu te souviens dans quel état. En le soignant, c'est vraiment moi qui ai fait tout le mal. Sans cet homme, Noun vivrait encore... » A minuit, Raymon traverse le parc dans une ambiance sinistre et croise Ralph.

### Troisième partie

#### Chapitre XVII

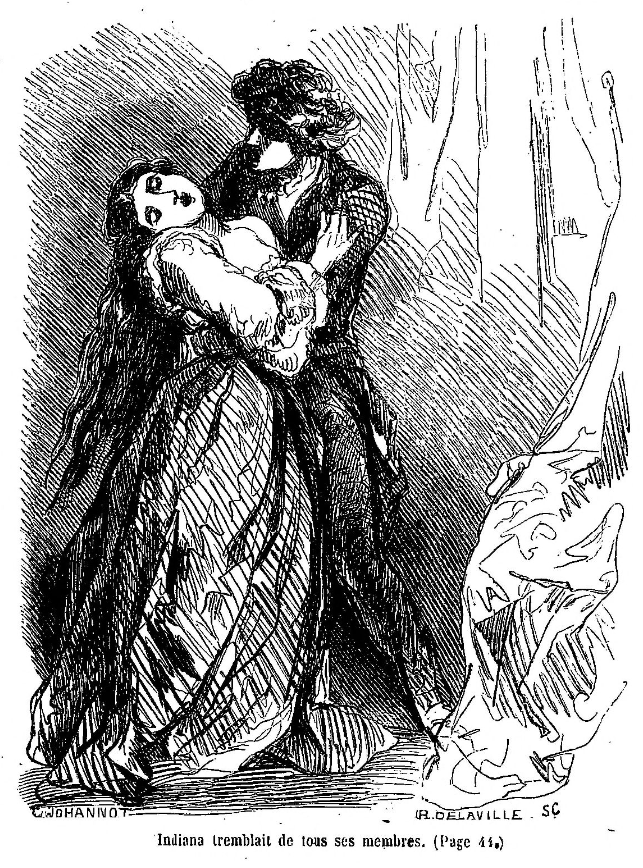
Indiana et Raymon, illustration de Tony Johannot pour une réédition chez Hetzel (1861).

Ralph parti, Indiana a de vagues soupçons : le jardinier évoque souvent les noms de Noun et de monsieur de Ramière ; Raymon avait pâli en voyant à la main d'Indiana une bague fort coûteuse qu'on avait trouvée au doigt de Noun. Raymon arrive : Indiana lui présente les cheveux coupés de Noun et la bague. Raymon avoue sa relation avec Noun. Raymon déclare son amour pour Indiana, la saisit dans ses bras ; elle semble céder mais tout à coup s'arrache à lui et va se serrer contre le portrait de Ralph. Raymon devient de plus en plus insistant ; Indiana l'interroge sur Noun ; il avoue que c'est Noun qu'il était venu voir lorsque Indiana l'avait découvert dans sa chambre et qu'il y était depuis la veille. Un coup est frappé à la porte sous laquelle une lettre est glissée : « Votre mari est ici. Ralph »

#### Chapitre XVIII
Indiana ordonne à Raymon de partir. Sorti de la propriété, Raymon refuse de remettre la clef du parc à Ralph. Lettre d'Indiana à Raymon : Il faut renoncer à être mon amant mais m'aimer plus que Noun, c'est-à-dire chastement. Raymon n'aime plus Indiana, mais se jure de la posséder et il répond favorablement à cette lettre. Nouvelle lettre d'Indiana : nous sommes ruinés ; il est question de vendre le Lagny et d'aller vivre aux colonies. Raymon rencontre le colonel qui confirme sa ruine et sa décision d'aller à Bourbon. Le colonel charge Raymon d'annoncer le lendemain à Indiana la décision de son mari.

#### Chapitre XIX
Raymon rencontre Indiana : Votre mari me demande de vous exhorter à partir pour l'île Bourbon. Elle répond qu'elle n'obéira pas. Raymon lui conseille de feindre la soumission jusqu'au moment opportun. Ralph offre sa fortune pour aider les Delmare, mais le colonel refuse. Le Lagny est mis en vente avec la fabrique. Ralph suit les Delmare à Paris. Raymon voit Indiana tous les jours, mais il ne reste pas plus d'une heure chez elle : en même temps que le colonel sort pour ses affaires, il sort aussi pour aller dans le monde, son véritable élément. Indiana souffre d'être négligée d'autant plus que le colonel devient insupportable.

#### Chapitre XX
Indiana redoute d'être abandonnée par Raymon ; elle pense au suicide. Elle cherche à se faire un appui de madame de Carvajal, qui se déclare favorable à ce qu'elle reste en France. Raymon n'aime plus Indiana. Un matin, en rentrant du bal, il trouve Indiana chez lui, dans sa chambre. Les Delmare doivent partir à Bordeaux dans trois jours et, de là, s'embarquer pour les colonies. Indiana demande à Raymon de la cacher jusqu'à ce que le colonel décide de partir sans elle. Raymon refuse, puis veut la séduire par son éloquence et la posséder. Elle ne cède pas. Il lui dit de partir. Mais, voyant qu'Indiana se sent mal, il l'enferme et monte chez sa mère.

#### Chapitre XXI
Indiana est consolée par madame de Ramière. Elle envisage de se jeter dans la Seine, mais en est empêchée par Ralph, arrivé in extremis. Il la ramène chez elle et la soigne. Le colonel revient de chez madame de Carvajal. Indiana refuse de lui dire où elle a passé la nuit. Ralph empêche le colonel de lui faire violence. Indiana dit au colonel qu'elle a décidé de l'accompagner à Bourbon.

#### Chapitre XXII
Raymon est satisfait d'être débarrassé d'Indiana. Sa mère, par contre, s'inquiète de son sort. Elle voit madame de Carvajal qui lui déclare qu'elle ne veut plus revoir Indiana à cause de ce scandale. Madame de Ramière s'entretient avec Ralph. Lettre de Raymon à Indiana : « ... Pourquoi, pur esprit, avais-tu pris la forme tentatrice d'une femme ? ... ». Indiana met la lettre dans un coffre ; elle ne l'ouvrira qu'aux colonies. Ralph souhaite accompagner les Delmare aux colonies. Ils acceptent. Ils prennent le bateau.

#### Chapitre XXIII
Lettre apaisée de madame Delmare à M. de Ramière, depuis l'île Bourbon : « ... Je me sens mieux. Je ne vous hais plus, je vous aime... »

#### Chapitre XXIV
À Bourbon. Indiana fait des promenades mélancoliques dans la montagne ; elle regarde l'océan. Ralph fait des promenades dans des endroits sombres, comme la gorge de Bernica, vallée étroite et profonde ; la vue de l'océan lui est antipathique ; il maudit son séjour en France. Ralph protège Indiana contre les emportements du colonel.

### Quatrième partie

#### Chapitre XXV
Le ministère du 8 août (Polignac) porta un rude coup à la sécurité de Raymon. Pour lui, le roi devait par des concessions adroites maintenir l'équilibre assurant l'existence des familles nobles (c'était la politique de Martignac) ; mais Polignac détruisit cette espérance. Raymon, atteint d'un rhumatisme aigu, se retire à la campagne avec sa mère. Sa mère tombe aussi malade. Il reçoit la lettre d'Indiana. Sa mère meurt après lui avoir parlé favorablement d'Indiana. Il lui écrit une lettre en se disant malheureux : c'était dire à Indiana qu'il l'attendait.

#### Chapitre XXVI
Durant les trois mois que mettent la lettre pour arriver à Bourbon, la situation d'Indiana est devenue intolérable. Son journal intime, rédigé comme une conversation factice avec Raymon, tombe entre les mains du colonel. Il la frappe au front du talon de sa botte. Ralph rentre. « Indiana, qui vous a blessée ainsi ? Vous le demandez ? Qui d'autre que votre ami en a le droit et la volonté ? ». Ralph enfonce la porte de la chambre du colonel, mais le trouve en proie aux convulsions d'une congestion sanguine. Dès ce moment, le mari devient odieux aux yeux de sa femme. Elle rêve de fuite, de solitude et d'indépendance. La lettre de Raymon arrive. Elle décide de partir. Le navire l'Eugène est en partance pour l'Europe. Elle rencontre le capitaine Random qui l'accepte à bord. Un canot armé de rameurs viendra la chercher la nuit du départ à l'anse des Lataniers pour l'emmener à bord.

#### Chapitre XXVII
Indiana prépare sa fuite, réunit un paquet de hardes. Le soir, le colonel est incommodé. Indiana a des remords, mais part. La mer est mauvaise, les rameurs sont odieux ; ils tuent sa chienne Ophélia. Elle monte à bord de l'Eugène.

#### Chapitre XXVIII
Trois jours après le départ de la lettre pour l'île Bourbon, Raymon avait déjà oublié et cette lettre et son objet. Il se rend au Lagny, où habite désormais un industriel, M. Hubert et sa fille adoptive, mademoiselle de Nangy. Hubert avait acheté la terre et le château de Nangy, comme bien national. L'ancien propriétaire vivait misérablement avec sa petite-fille dans une chaumière. À la mort du grand-père, M. Hubert adopta la petite-fille, mademoiselle de Nangy. Raymon y voit l'intérêt d'associer une femme de son rang et une fortune plébéienne. Pendant que Raymon travaille à établir sa fortune, Indiana arrive à Bordeaux. Le drapeau tricolore y est déployé ; c'est le moment des événements de Juillet. Elle apprend la chute de la monarchie. Indiana s'évanouit, passe deux mois à l'hôpital et part enfin pour Paris. Elle se rend chez Raymon ; on lui dit qu'il est au Lagny. Elle entre dans le parc, puis dans le château et se présente à Raymon, devenu pâle, muet, frappé de la foudre. Mademoiselle de Nangy apparaît et prie Indiana de quitter les lieux. « Quelle est donc cette femme ? »  demande Indiana. « C'est ma femme. » répond Raymon.

#### Chapitre XXIX

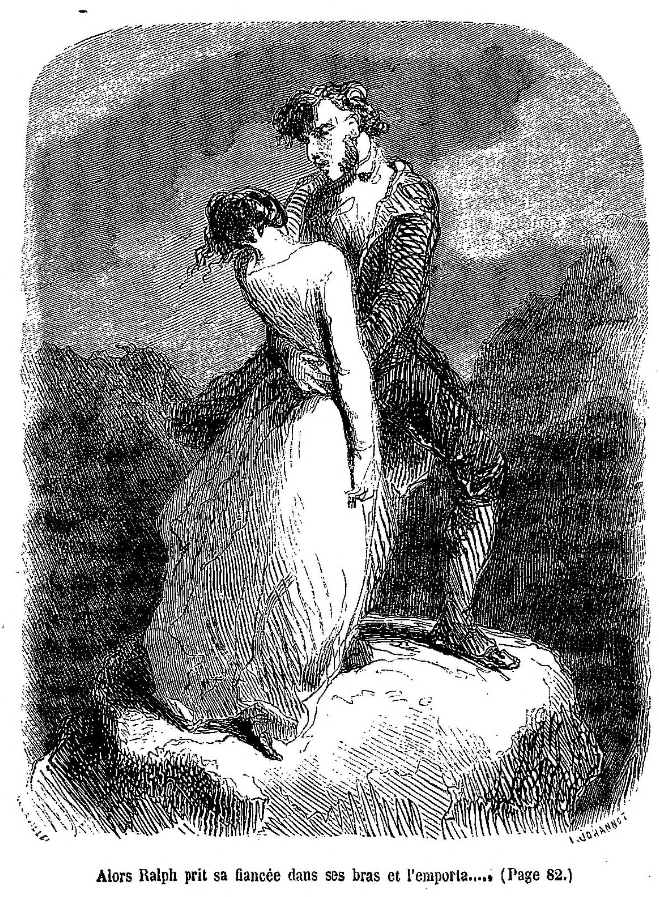
Indiana et Ralph, illustration de Tony Johannot pour une réédition chez Hetzel (1861).

Indiana rentre à l'hôtel où elle était descendue et reste prostrée. Description de la tristesse des hôtels garnis à Paris. Quand elle se réveille, Ralph est à son chevet. Il lui apprend la mort du colonel pendant son sommeil ; celui-ci n'a pas eu connaissance de la fuite d'Indiana. Ralph ne parvient pas à guérir Indiana de sa mélancolie. Il lui propose le suicide. Après plusieurs jours de réflexion, ils décident de se donner la mort ensemble. Ralph propose de le faire dans le ravin de Bernica. Ils partent pour Bourbon sur la goélette la Nahandove.

#### Chapitre XXX
Ils se rendent au haut de la gorge de Bernica, à l'endroit où le torrent s'élance au fond du précipice. Ils décident de consacrer une heure au recueillement et à la prière, puis Ralph fait le récit de sa vie. Il déclare qu'il a toujours aimé Indiana. Un baiser les unit pour l'éternité. Alors Ralph prend sa fiancée dans ses bras et l'emporte pour la précipiter avec lui dans le torrent.

### Conclusion
La conclusion est rédigée à la première personne par le narrateur du roman, sous la forme d'une lettre adressée à J. Néraud. L'auteur se promène vers le Brûlé de Saint-Paul. Description des masses basaltiques. Une tempête survient. Après deux jours de pénible voyage, le narrateur se trouve à la porte d'une habitation située près d'une cataracte qui se jette dans un ravin. Il trouve là Sir Ralph Brown qui lui offre une hospitalité simple puis le conduit auprès de sa compagne. Plus tard, Sir Ralph raconte leur histoire. Du fait d'une maladresse ou d'une intervention divine, le suicide n'a pas eu lieu. Ils se réveillèrent le matin, décidèrent de vivre ; leur amour s'affermit. Ils consacrent désormais leurs revenus à racheter de pauvres noirs infirmes et vivent à l'écart de la société.

## Personnages

### Personnages principaux

#### Indiana (madame Delmare)
Jeune femme créole de dix-neuf ans ; d'abord élevée par un père bizarre et violent, monsieur de Carvajal, un bonapartiste exilé aux colonies après la chute de Napoléon, elle épouse le colonel Delmare lorsque son père meurt ruiné. «En épousant Delmare, elle ne fit que changer de maître ; en venant habiter le Lagny, que changer de prison et de solitude. » Elle n'est pas heureuse de ce mariage et se morfond en adoptant une tactique de résistance passive.

#### Le colonel Delmare
Ce militaire à la retraite, rude et autoritaire, fervent bonapartiste, est le mari d'Indiana, qu'il a épousé à Bourbon. Il réside avec elle dans le manoir du Lagny, dont dépend une fabrique que le colonel a fait prospérer grâce à ses connaissances techniques et aux fonds de Sir Ralph. Son mariage avec Indiana s'avère peu à peu un échec. Lorsqu'il se retrouve ruiné, il repart à Bourbon avec elle. Peu intelligent, il a toujours le dessous dans ses discussions politiques avec Raymon de Ramière. Porté à la violence, le colonel a cependant le dessous par rapport à Indiana, dont le calme et la dignité lui en imposent lors de leurs disputes.

#### Raymon de Ramière
Raymon de la Ramière est un jeune homme brillant, éloquent, aristocrate, partisan de Martignac et de sa politique de compromis. Il est surtout présenté comme un séducteur impénitent et égocentrique, qui séduit d'abord la femme de chambre d'Indiana, Noun, avant de s'intéresser à sa maîtresse. Les relations sentimentales ne l'intéressent que par les conquêtes qu'elles lui permettent de faire : dès lors qu'Indiana est séduite, elle devient un poids pour lui. Il finit par conclure un mariage d'intérêts avec Mademoiselle de Nangy.

#### Sir Rodolphe Brown, dit Sir Ralph
Jeune homme taciturne et solitaire, il est le cousin d'Indiana (la mère de Ralph était la sœur de celle d'Indiana), ami d'enfance d'Indiana et de Noun. Ralph fut le seul appui, le seul instituteur, le seul compagnon d'Indiana à Bourbon. Il eut le malheur d'avoir un frère plus brillant et plus démonstratif que lui ; ses parents, préférant son frère, le maltraitèrent et l'humilièrent ; il se replia sur lui-même, avec des pensées suicidaires. Lorsque son frère mourut à vingt ans, Ralph fut contraint, pour des raisons de famille, d'épouser la jeune fille destinée à son frère et d'aller vivre en Angleterre. Sa femme n'avait pour lui que du mépris. Lorsqu'elle mourut, il rentra à Bourbon, vendit ses plantations, puis se rendit en France pour rejoindre Indiana.

#### Noun

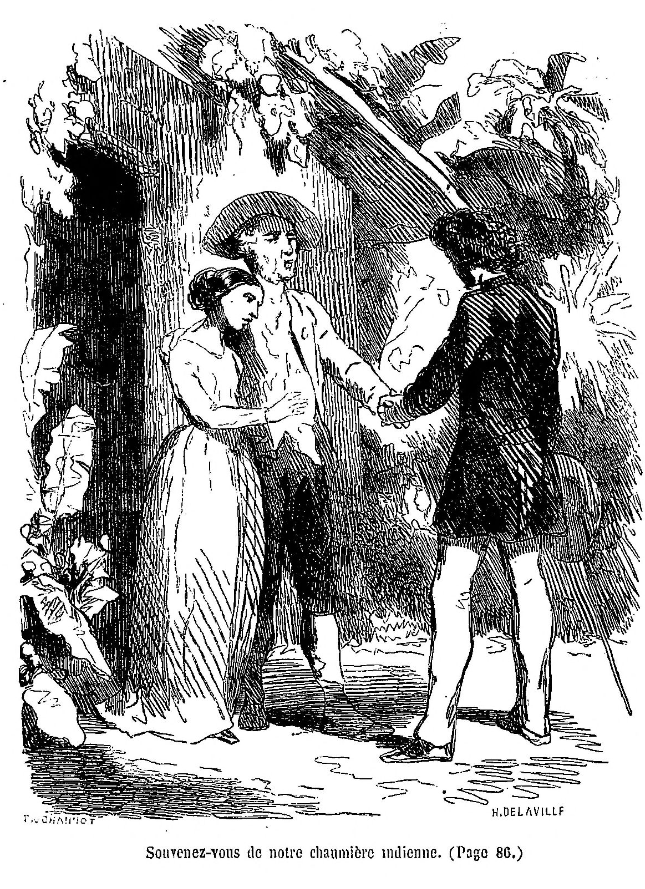
Conclusion dIndiana.
Indiana et Ralph au narrateur :
«Souvenez-vous notre chaumière indienne», p.86.

Noun est une jeune fille créole, sœur de lait d'Indiana, qu'elle a accompagnée en France pour être sa femme de chambre. Elle est séduite par Raymon de Ramière avant que celui-ci ne la délaisse au profit d'Indiana. Désespérée, elle se suicide en se jetant dans la rivière voisine du château.

Illustrations de Tony Johannot (réédition Hetzel, 1861)
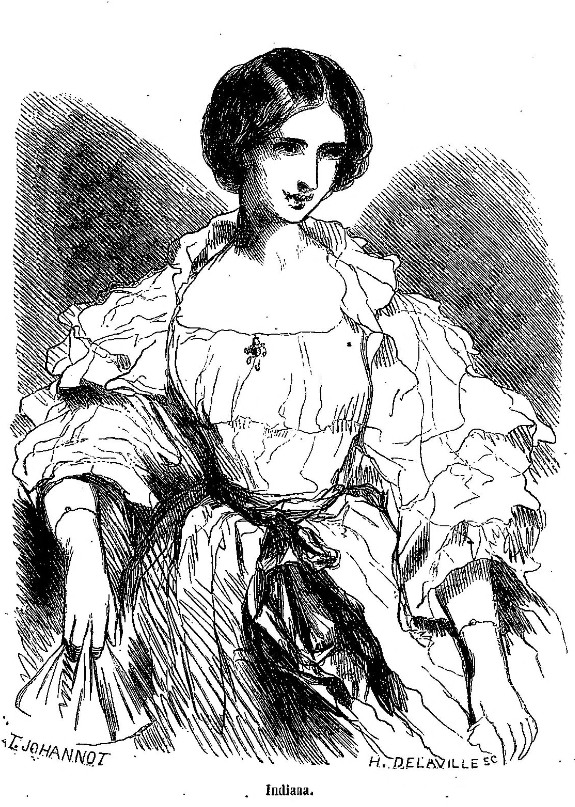
Indiana.
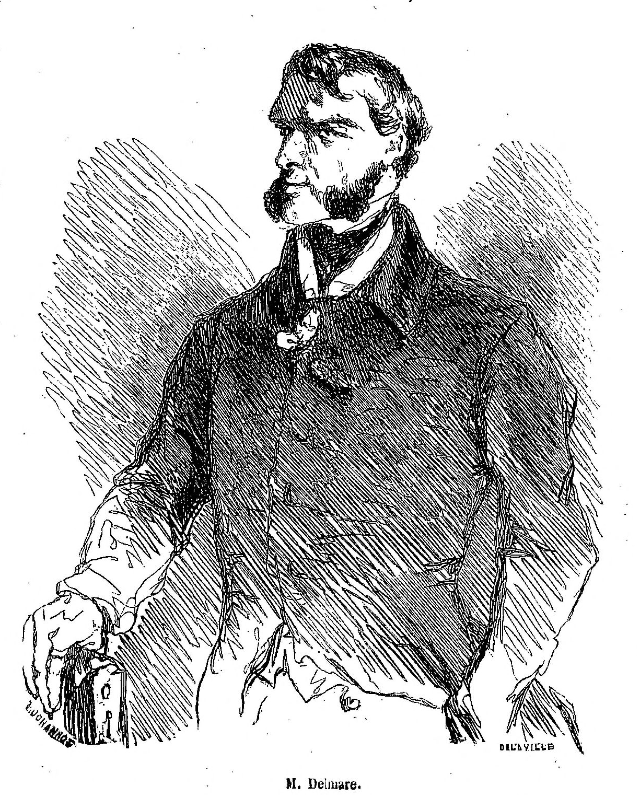
Delmare.
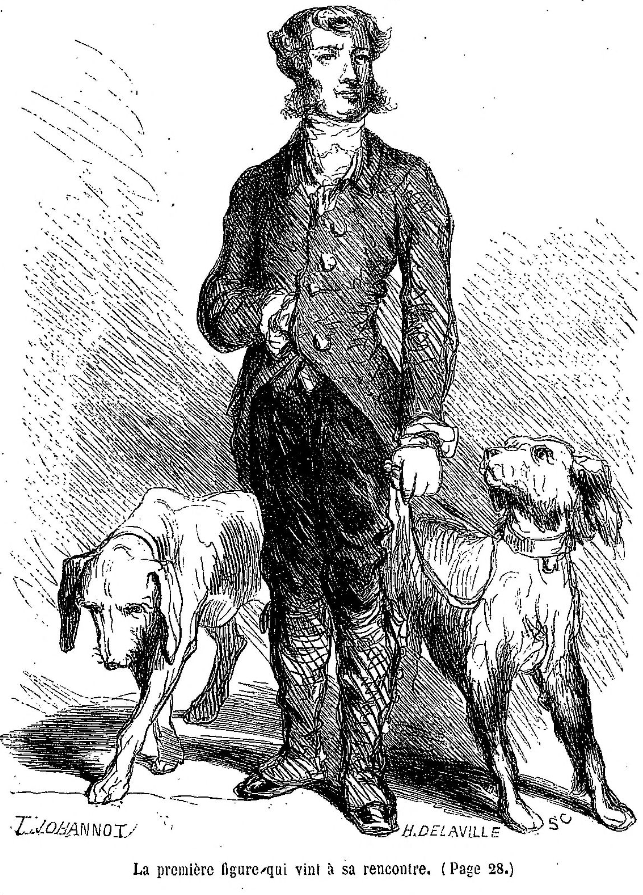
Ralph Brown.
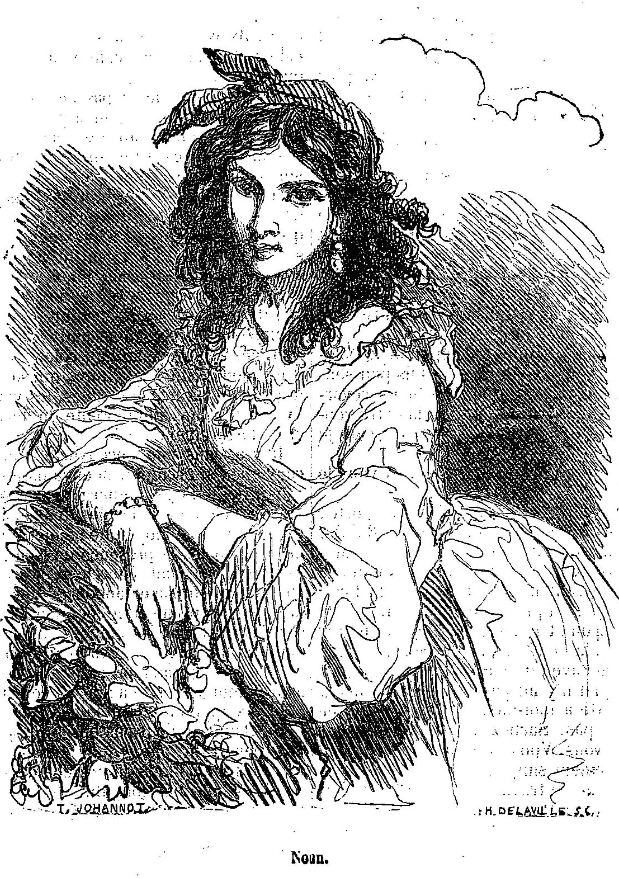
Noun.

### Personnages secondaires

#### Madame de Carvajal
La tante d'Indiana. Issue d'une grande famille espagnole, « elle est de ces femmes qui ne peuvent se résoudre à être rien ». Son mari bonapartiste est mort lors de la chute de Napoléon. Elle s'est retirée à Paris où elle s'est enrichie grâce à des spéculations de bourse. Elle a obtenu les faveurs de la cour. Elle a acheté pour Indiana le manoir du Lagny et la fabrique qui en dépendait ; elle témoigne au début beaucoup d'affection à sa nièce, parce que son élévation dans le monde pourrait servir ses intérêts, mais elle ne veut plus la revoir après le scandale de la fuite d'Indiana chez Raymon.

#### Madame de Ramière
La mère de Raymon est une aristocrate ayant survécu à la révolution. Elle est présentée comme trop indulgente avec son fils, mais pleine de bonté, qui témoigne de l'intérêt et de la compassion pour Indiana.

#### Mademoiselle de Nangy
Après une brève apparation au chapitre IV, le personage de la future femme de Raymon de Ramière n'est développé qu'au chapitre XXVIII, quand elle surprend et éconduit Indiana. Elle est décrite comme ayant un ascendant sur Raymon, ascendant que la découverte de sa liaison avec Indiana renforce encore.

## Accueil critique
Indiana paraît en deux volumes, signé du pseudonyme « G. Sand », chez les libraires J.P. Roret et H. Dupuy, en mai 1832, avec un premier tirage à 750 exemplaires, ce qui est dans la moyenne pour l'époque. Un second tirage de 400 exemplaires paraît à la mi-mai.
Le roman remporte un succès immédiat et éclatant. Le 16 mai 1832, Le Journal des Débats évoque avec retenue un « récit chaleureux et plein d'intérêt, qui est empreint de tous les défauts et aussi de toutes les qualités de l'époque moderne ». Le 31 mai, un article du Figaro, probablement écrit par Henri de Latouche, le mentor littéraire de George Sand, donne un avis enthousiaste : « Toutes les émotions douces et vraies, tout l'intérêt haletant d'un récit bien fait et bien conduit, toute la vivacité d'impressions jeunes et senties, tout ce qui fait un livre qui parle à l'âme et au cœur, vous le trouverez dans ce livre en deux volumes qui a pour titre Indiana. » Le même jour, d'autres articles paraissent dans L'Artiste, La Caricature, la Chronique de la Quinzaine. Dans la Chronique de la Quinzaine, Félix Pyat voit dans le roman « tout à la fois un amour sensuel, une volupté fougueuse et une exquise délicatesse de sentiments. » Le 14 juin, Le Temps publie un article élogieux admirant « un talent d'observation et d'analyse très distingué » chez l'auteur du roman, tout en lui reprochant « quelques invraisemblances dans la suite des événements ». Le 24 juin, dans Le Cabinet de lecture, Henri Boussage compare Indiana au roman de Stendhal Le Rouge et le Noir, au profit du premier : « La physionomie de Raymon, énergique, originale, est plus naturelle que celle de Julien qui, à vrai dire, n'est qu'une nature exceptionnelle, tandis que Raymon est la formule la plus exactement calquée de cette société mourante qui n'a plus d'esprit que dans le cœur, qui se fait du cœur avec de l'esprit. »

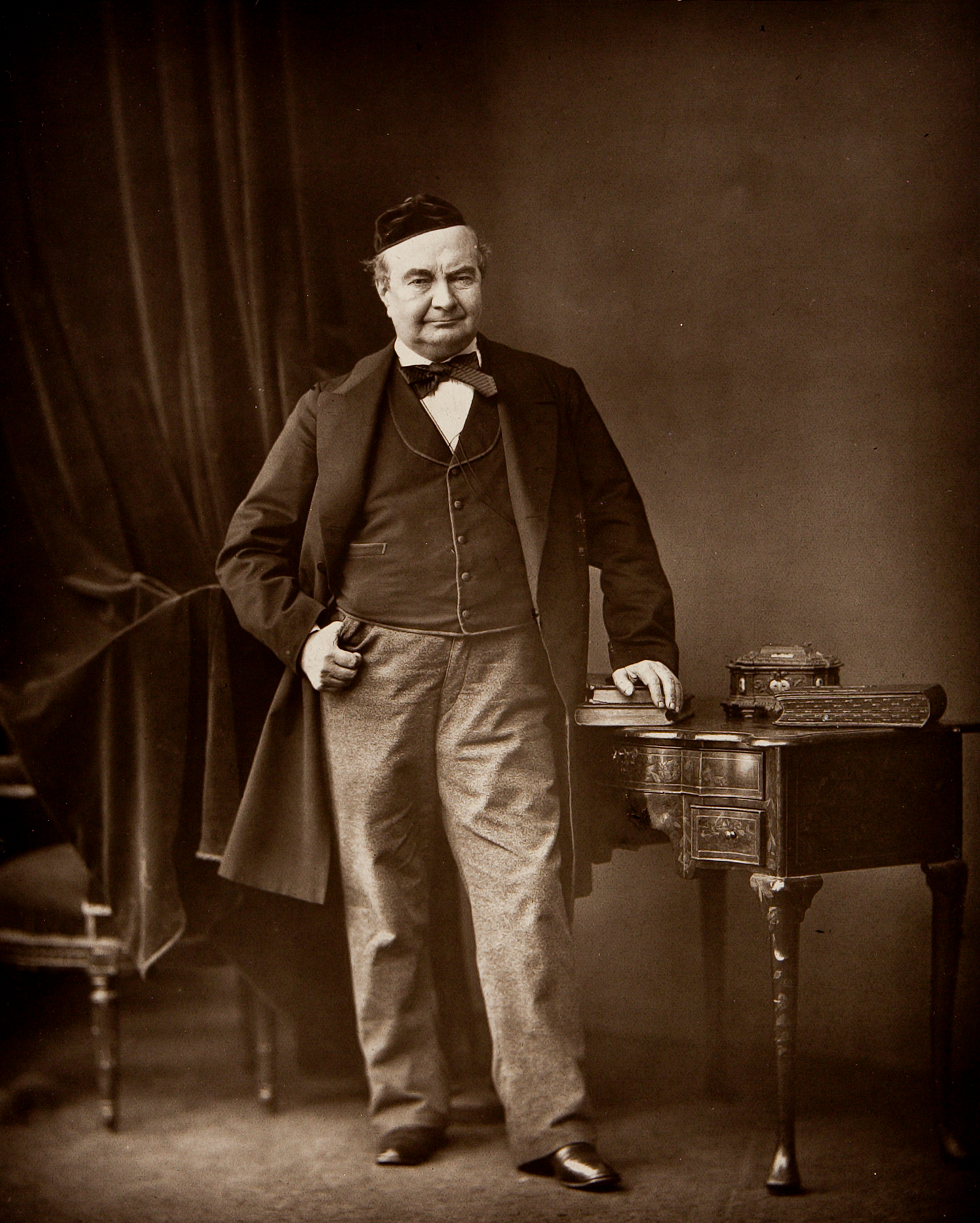
Le critique littéraire et écrivain Sainte-Beuve photographié par Bertall dans les années 1860.

Le 5 octobre 1832, Indiana bénéficie d'une critique par Sainte-Beuve dans Le National. Le critique y apprécie le choix de situer l'intrigue à une époque récente, presque contemporaine : c'est « un monde vrai, vivant, nôtre, à cent lieues des scènes historiques et des lambeaux de Moyen Âge dont tant de faiseurs nous ont rompus jusqu'à satiété. » Il est convaincu par « des mœurs, des personnages comme il en existe autour de nous, un langage naturel, des scènes d'un encadrement familier, des passions violentes, non communes, mais sincèrement éprouvées ou observées, telles qu'il s'en développe encore dans bien des cœurs sous l'uniformité apparente et la régularité frivole de notre vie. » Cependant, il affirme qu'« Indiana n'est pas un chef-d'œuvre », car il est moins convaincu par la seconde moitié du livre, après qu'Indiana est repoussée par Raymon : « il y a là un point, une ligne de démarcation où la partie vraie, sentie, observée du roman se termine ; le reste, qui semble d'invention presque pure, renferme encore de beaux développements, de grandes et poétiques scènes ; mais la fantaisie s'efforce de continuer la réalité, l'imagination s'est chargée de couronner l'aventure. » Un tel article de Sainte-Beuve, pour un premier roman, reste à l'époque une consécration pour le nouvel écrivain.
Un peu plus tard, le 30 novembre 1832, Gustave Planche, dans la Revue des deux Mondes, analyse à son tour le livre à la lumière du deuxième roman de l'auteure, Valentine, paru peu de temps auparavant : « L'idée mère de Valentine est, comme dans Indiana, la lutte de l'amour contre la loi, le duel de la passion contre la société. » Lui aussi critique la fin du livre : « Le livre devait finir au mariage de Raymon. C'était un dénouement sombre, impitoyable, à la manière d'Eschyle ; l'expiation pour le crime voulu, le châtiment terrible pour une faute à laquelle le temps seul avait manqué : le bonheur est de trop dans les dernières pages. »
Indiana suscite en outre les critiques des conservateurs qui y voient une attaque contre l'institution du mariage. Dans le Journal des Débats du 4 novembre 1832, Jules Janin affirme que « l'auteur s'élève avec toute la puissance et toute la verve d'une indignation personnelle contre le mariage. » Dans La Revue de Paris en 1834, Granier de Cassagnac comprend le roman (ainsi que les romans suivants de Sand) comme une critique systématique du mariage influencée par le saint-simonisme, de sorte que l'auteur revendiquerait ainsi que « les mœurs domestiques et sociales soient radicalement réformées et mises en harmonie avec cette position nouvelle des femmes ». Dans la préface à la réédition de 1842, George Sand explique : « Ceux qui m’ont lu sans prévention comprennent que j’ai écrit Indiana avec le sentiment non raisonné, il est vrai, mais profond et légitime, de l’injustice et de la barbarie des lois qui régissent encore l’existence de la femme dans le mariage, dans la famille et la société. »

## Thèmes abordés
- L'aspect autobiographique : Dans Histoire de ma vie, George Sand s'est défendue de tout parallèle entre la situation d'Indiana et la sienne : «On n'a pas manqué de dire qu'Indiana était ma personne et mon histoire. Il n'en est rien.» On ne peut néanmoins s'empêcher de constater que les malheurs d'Indiana ressemblent à ceux d'Aurore Dudevant ; il y a une parenté entre le colonel Delmare, «vieille bravoure en demi-solde», et Casimir Dudevant, officier démissionnaire.
- L'aspect féministe : George Sand s'en explique clairement dans sa préface à l'édition de 1842 :

« Ainsi, je le répète, j’ai écrit Indiana, et j’ai dû l’écrire ; j’ai cédé à un instinct puissant de plainte et de reproche que Dieu avait mis en moi, Dieu qui ne fait rien d’inutile, pas même les plus chétifs êtres, et qui intervient dans les plus petites causes aussi bien que dans les grandes. Mais quoi ! celle que je défendais est-elle donc si petite ? C’est celle de la moitié du genre humain, c’est celle du genre humain tout entier ; car le malheur de la femme entraîne celui de l’homme, comme celui de l’esclave entraîne celui du maître, et j’ai cherché à le montrer dans Indiana. On a dit que c’était une cause individuelle que je plaidais ; comme si, à supposer qu’un sentiment personnel m’eût animé, j’eusse été le seul être infortuné dans cette humanité paisible et radieuse ! Assez de cris de douleur et de sympathie ont répondu au mien pour que je sache maintenant à quoi m’en tenir sur la suprême félicité d’autrui.
Je ne crois pas avoir jamais rien écrit sous l’influence d’une passion égoïste ; je n’ai même jamais songé à m’en défendre. Ceux qui m’ont lu sans prévention comprennent que j’ai écrit Indiana avec le sentiment non raisonné, il est vrai, mais profond et légitime, de l’injustice et de la barbarie des lois qui régissent encore l’existence de la femme dans le mariage, dans la famille et la société. Je n’avais point à faire un traité de jurisprudence, mais à guerroyer contre l’opinion ; car c’est elle qui retarde ou prépare les améliorations sociales. La guerre sera longue et rude ; mais je ne suis ni le premier, ni le seul, ni le dernier champion d’une si belle cause, et je la défendrai tant qu’il me restera un souffle de vie. »
- Le contexte historique et politique : George Sand laisse apparaître en filigrane l'évolution entre le ministère Martignac (la politique des concessions), le ministère Polignac (la ligne dure) et la chute de Charles X (le drapeau tricolore flotte sur Bordeaux quand Indiana revient en métropole).
- La nature (dans la lignée de Rousseau) et l'exotisme (dans celle de Chateaubriand).
- Les derniers mots du roman (« la chaumière indienne ») évoquent le roman de Bernardin de Saint-Pierre, Paul et Virginie, dont l'action se déroule sur l'Île de France (future île Maurice), non loin de l'île Bourbon. Il y a plusieurs allusions à Paul et Virginie dans Indiana.
- Une digression (chapitre 14) révèle l'opposition farouche de George Sand à la peine de mort et l'esclavage (conclusion).

## Adaptations

### Adaptations au théâtre
Le succès du roman lui vaut deux adaptations au théâtre dès 1833. Le dramaturge Eugène Scribe adapte l'intrigue pour en tirer un vaudeville, Le Gardien, joué au Théâtre du Gymnase, puis publiée. Léon Halévy et Francis en tirent un drame en cinq parties qui conserve le titre du roman et est joué sur une « musique de M. Paris » à partir du 2 novembre 1833 au théâtre de la Gaieté ; le texte de la pièce est édité la même année à Paris chez le libraire Barba,. En 2023, une adaptation d'Indiana est jouée à l'Alliance Française à Toronto, au Canada.

### Adaptation radiophonique
En 1936, Charles Méré adapte Indiana à la radio sous la forme d'une comédie radiophonique en deux actes et 16 tableaux comprenant une orchestration d'Hirschmann et une musique de Chopin ; la réalisation radiophonique est de G. Colin. La pièce est diffusée sur Radio-Paris en 1936.

### Adaptation à la télévision
Indiana a fait l'objet d'une adaptation en téléfilm pour la télévision française en 1966 : Indiana réalisé par Edmond Tyborowski, avec Clotilde Joano dans le rôle-titre, Marpessa Dawn dans le rôle de Noun, Paul Guers dans celui de Raymond de la Ramière, Olivier Lebeau dans le celui de sir Ralph et Pierre Gatineau dans celui de Monsieur Delmare. Le téléfilm a été diffusé pour la première fois sur la première chaîne de l'ORTF le 5 juillet 1966.

### Adaptation en bande dessinée
Indiana est un roman graphique de Claire Bouilhac et Catel, paru chez Dargaud en septembre 2023 (176 pages).

#### Éditions critiques du roman
- George Sand, Indiana, Calmann Lévy (Paris), 1883. [lire en ligne]. Cette édition contient la notice (édition de 1852), la préface à l'édition de 1832 et la préface à l'édition de 1842.
- George Sand, Indiana, édition de Béatrice Didier, Paris, Gallimard, coll. "Folio classiques", 1984, réimpression 2016.
- George Sand, Œuvres complètes. 1832. Indiana. Valentine, édition critique par Brigitte Diaz (pour Indiana) et Damien Zanone (pour Valentine) ; œuvres complètes sous la direction de Béatrice Didier ; Paris, Honoré Champion, coll. « Textes de littérature moderne et contemporaine » n°105, 2008.  (ISBN 9782745316905)
- Liste des éditions : Georges Vicaire (préf. Maurice Tourneux), Manuel de l'amateur de livres du XIXe siècle, 1801-1893 : éditions originales, ouvrages et périodiques illustrés, romantiques, réimpressions critiques de textes anciens ou classiques, bibliothèques et collections diverses, publications des sociétés de bibliophiles de Paris et des départements, curiosités bibliographiques, etc., t. VII (SA-ZU), Paris, A. Rouquette, 1910 (présentation en ligne, lire en ligne), p. 194-196

#### Études savantes
- Éric Bordas, Indiana de George Sand, Paris, Gallimard, Foliothèque n°119.
- Cynthia Harvey, « Les règles du jeu au féminin. Indiana ou la conquête d’un espace de liberté », dans la revue Tangence, n°94, 2010, p. 11–22. [lire en ligne]
- Albert Le Roy, George Sand et ses amis, Paris, Ollendorff, 1903 [lire en ligne]
- Françoise van Rossum-Guyon, « Puissances du roman : George Sand », dans la revue Romantisme, 1994, n°85 « Pouvoirs, puissances : qu'en pensent les femmes ? », p. 79-92. [lire en ligne]
- (en) Marta L. Wilkinson, Antigone’s Daughters. Gender, Family, and Expression in the Modern Novel, New York, Peter Lang, 2008.